# Eisenhütte Geislautern
Die Eisenhütte Geislautern war ein Eisenwerk in Geislautern, heute ein Stadtteil von Völklingen im Saarland. Der Betrieb bestand mit Unterbrechungen von 1585 bis in das Jahr 1874 und prägte die Geschichte und die industrielle Entwicklung Geislauterns und der Grafschaft Nassau-Saarbrücken.

## Erste Nachrichten (1585–1590)
Die älteste Nachricht über den Bau eines Eisenwerks bei Geislautern datiert vom 26. Dezember 1585. Graf Philipp von Nassau-Weilburg gestattete den beiden Bürgern zu Heidelberg Johann Catho und Georg Leonhardt die Errichtung einer Eisenhütte bei Geislautern mit der dazu notwendigen Schmelze, Schmiede und Pochwerk für die Verhüttung des Eisenerzes und verpachtete ihnen die Werke auf 20 Jahre (vom Zeitpunkt des ersten Schmelzens an gerechnet). Sicherlich derselbe Johann Katho hatte 1582 von Graf Philipp die Erlaubnis erhalten, ein Eisenbergwerk und eine Schmelzhütte in der Grafschaft Saarbrücken zu errichten. Die Wasserkraft der aufgestauten Bäche Lauterbach und Rossel, das Potential an Fronarbeit in der Grafschaft Saarbrücken, die zur Produktion von Holzkohle geeigneten ausgedehnten Waldungen des Warndts und nahe Eisenerzvorkommen bildeten die Voraussetzungen zur Anlage eines Eisenwerkes. Das qualitativ schlechte Eisenerz sollte durch Zugabe von Eisenerz aus der Herrschaft Dillingen verbessert werden.
Der Hüttenmeister Catho und sein Mitpächter Leonhardt betrieben das Werk mindestens bis 1590. Eine Abrechnung von 1590 enthält Angaben über die Produktion von 1588 bis 1590. Anscheinend wurde das Werk dann aufgegeben und verfiel.

## Die Metzer Admodiatoren (1605–1635)
In der Folge wurde das Werk kürzer oder länger an Metzer Kaufleute reformierten Bekenntnisses verpachtet. Als neuer Pächter erscheint 1605 Nicolas Unbehend, zugleich Beständer des Neunkircher Eisenwerks, zusammen mit Robert Maulpassant, einem weiteren Metzer Bürger. Der Bestand der beiden für Geislautern hatte eine Laufzeit von 25 Jahren. Anstelle des abzuführenden Zehnten trat ein jährlicher Pachtzins von 500 Guldenbatzen. Den Pächtern wurde zugesagt, dass kein anderes Schmelz- oder Hüttenwerk in der Grafschaft Saarbrücken errichtet werden sollte. Aus dem Vertragstext geht hervor, dass es sich bei der Hütte um eine Neuanlage handelte. Unbehend und Maulpassant scheinen die Pacht nicht zu Ende geführt zu haben, denn 1617 war bereits der Metzer Paul Peltre Hüttenmeister in Geislautern. Peltre war seit 1610 Beständer des Neunkircher Eisenwerks und betrieb 1614 noch ein weiteres Eisenhütten- und Hammerwerk im Kurtrierischen am „Schwebelbach“ (dem heutigen Schwellenbach) im Amt Saarburg bei Saarhölzbach.
1619 erlaubte Graf Ludwig von Nassau-Weilburg dem Diedenhofener Bürger Johann Wolckringen, 50 oder 100 Masseln Eisen auf der Eisenhütte Geislautern zu schmieden und zu läutern; dieser hatte bereits 1618 vom Kurfürst in Trier die Erlaubnis erhalten, im Amt Saarburg nach Eisenerz zu suchen. Ab Ostern 1621 wurde die Eisenhütte auf 30 Jahre an François Devaulx gegen einen jährlichen Hüttenzins von 1600 Gulden (1625 herabgesetzt auf 1000 Gulden) verlehnt. Devaulx ließ mit hohen Kosten Eisenerz von Hayingen bei Diedenhofen nach Geislautern führen. Um Pfingsten 1621 wurden in der Nähe des Geislauterer Eisenwerks Steinkohlen gefunden, als die Erzgräber nach Eisenerz suchten. Die Steinkohlevorkommen der Umgegend wurden in der Folge von der Grube Geislautern ausgebeutet.
Im Dreißigjährigen Krieg ging das Werk spätestens 1635 ein. Fast 100 Jahre vergingen bis zu einem Neuanfang an dem alten Hüttenplatz.

## Fürstenzeit (1733–1790)
Nach dem Anfall der Grafschaft Saarbrücken an die Linie Nassau-Usingen wollte man 1728 eine neue Schmelze anlegen, „um das todte Capital der Waldungen zu Nutze zu bringen“. Takenplatten aus dem Jahre 1733 belegen den Neubeginn. Unter Fürst Wilhelm Heinrich (1740–1768) nahm das Werk einen großen Aufschwung.

## Napoleonische Zeit (1800–1815)
1802 dekretierte Napoleon die Errichtung einer Berg- und Hüttenschule in Geislautern, die für Hüttenwesen und Bergbau neue Betriebsmethoden entwickelte.

## Preußische Zeit (1815–1874)
Die preußischen Behörden beschlossen, das „bisher für Rechnung des Staates verwaltet gewesene Königlich preußische Eisenhüttenwerk zu Geislautern durch öffentlichen Verkauf auf das Höchstgebot der Privatindustrie zu überlassen“. 1827 kaufte die Dillinger Hütte das Werk für 40.000 Taler. Mit dem Erwerb des Geislauterer Werkes bekam die Dillinger Hütte einen Konkurrenten in den Griff. Das Werk war fortan nur noch ein Nebenbetrieb von Dillingen. Verkokungsversuche hatten zum Ziel, Hüttenkoks aus Steinkohle anstelle der Holzkohle beim Verhüttungsprozess zu verwenden. 1840 wurde in Geislautern der älteste Koksofen des Saarreviers angeblasen. Als sich anderswo verkehrstechnisch bessere Bedingungen ergaben, wurde die Produktion in Geislautern zurückgefahren und 1874 endgültig eingestellt. 1884 wurde das Werk auf Abbruch verkauft. Heute ist das ehemalige Betriebsgelände im Besitz der Mühle Abel & Schäfer.

## Belege
1. ↑  Rolf Spang: Die Gewässernamen des Saarlandes, Saarbrücken 1982, S. 84. ISBN 3-921-646-45-6

Koordinaten: 49° 14′ 7,3″ N, 6° 49′ 59,4″ O